# Горбуниха (приток Кондомы)
Горбуниха — река в России, протекает по Кемеровской области в черте города Новокузнецка. Левый приток Кондомы. Длина реки 12 км.

## Гидрология
Река Горбуниха берёт начало на юго-западной возвышенности в районе Точилино, где в неё впадают несколько ручьёв. Течёт в северо-восточном направлении по южной части Новокузнецка. Долина глубокая с крутыми склонами. Длина реки до пересечения с железной дорогой у станции Новокузнецк 8 км, далее проложено новое русло в виде канала, полностью в земляной насыпи, длина канала 4 км. Впадает в старицу Кондомы. Площадь водосбора реки 5,5 км². Меженные расходы воды — 0,019 — 0,036 м³/сек. Расход реки 1 % обеспеченности: при весеннем половодье 26 м³/сек, при дождевом паводке — 40 м³/сек.

## История
До 1960-х годов река протекала через Моховое болото, расположенное в районе проспекта Бардина. По новому генплану города эта территория подлежала застройке и Горбуниху, протекающую через центральный район, решили не отводить, а спрятать в подземный канал.

## Экологическое состояние
Река и её берега сильно загрязнены мусором от частных построек, хотя периодически и чистится. В 2025 году планируется создание микрорайона «Водный», где на площади 90 гектаров расположится ландшафтный парк, в который войдут в том числе река Горбуниха и озеро Вятка.